# تیغه (فیلم ۱۹۹۵)
تیغه (به انگلیسی: The Blade) یک فیلم رزمی محصول سال ۱۹۹۵ سینمای هنگ کنگ به نویسندگی، تهیه کنندگی و کارگردانی تسوی هارک با بازی وینسنت ژائو، موزس چان، هانگ یان-یان، سونگ لی، و ولری چو است. این فیلم به دلیل سبک غیرمعمولش که شامل نماهای نزدیک دراماتیک، استفاده از ژل‌های رنگی و استفاده دیوانه کننده از دوربین در طول سکانس‌های مبارزه‌اش، قابل توجه است.

## انتشار جهانی
آرشیو کمپانی برادران وارنر این فیلم را در سال ۲۰۱۶ بر روی دی‌وی‌دی منتشر کرد.

## بازخوردها
در سال ۲۰۱۴، در مجله تایم اوت از چندین منتقد، کارگردان، بازیگر و بدلکار نظرسنجی کرد تا بهترین فیلم‌های اکشن خود را فهرست کنند، و این فیلم در رتبه ۴۳ این فهرست قرار گرفت. در سال ۲۰۰۹، کوئنتین تارانتینو تیغه را یکی از ۲۰ فیلم محبوب خود معرفی کرد که در ۱۷ سال گذشته منتشر شده‌است.